# 委內瑞拉—老撾關係
委內瑞拉－老撾關係，是指歷史上的寮國和委内瑞拉（包括現在寮人民民主共和國與委内瑞拉玻利瓦尔共和国）之間的雙邊關係。现今两国均为不结盟运动、77國集團成員國。

## 概况
烏戈·查維茲就任委内瑞拉总统后，开始重视发展与包括老挝在内的亚洲国家之邦交。随后，委内瑞拉于2005年10月5日与老挝建交，此后两国友好关系顺利发展。2007年，委内瑞拉政府与寮國政府建立了政府间联合委员会及政治磋商机制，以加强双边关系。查維茲也表示有興趣通過簽署合作協議加強與寮國的一體化關係。委内瑞拉外交部副部长鲁文·达里奥·莫利纳也于2019年第74届联合国大会期间与老挝外交部部长沙伦塞·贡马西举行了会谈，并表示有意加强双边关系。
截止2022年，老挝、委内瑞拉两国暂时没有在对方首都互设大使馆，委内瑞拉对寮國的外交业务由驻越南大使馆兼辖。而寮國对委内瑞拉的外交业务由驻古巴大使馆兼辖。